# Fides (mythologie)
Pour les articles homonymes, voir Fides.
Dans la mythologie romaine, Fides ou Fidès ou foi était la déesse de la bonne foi et de l'honneur. Son Interpretatio graeca est πίστις / Pistis. Elle était représentée tantôt sous la forme d'une femme drapée, tantôt sous celle de deux mains jointes. 

## Culte
Son culte était certainement célébré par les trois flamines majeurs. Le sacrifiant avait la main droite voilée, car le voile, protégeant de toute souillure, signifiait que la dextre était consacrée aux dieux quand elle concluait un accord. Dans le panthéon romain, elle entretenait des rapports privilégiés avec Concordia et Ops, sa voisine immédiate sur le Capitole : en effet l'Abondance (Ops) est nécessaire au Crédit, comme le Crédit l'est à l'Abondance.
Son titre officiel est Fides populi romani (la Bonne Foi du peuple romain). Selon la tradition, le second roi de Rome Numa Pompilius lui vouait une dévotion particulière et aurait appris aux Romains le serment par Fides. Il lui aurait élevé un autel, et elle possédait un temple contre le bord sud du Capitole, à côté du temple de Jupiter Capitolin. Dédiée par Aulus Atilius Calatinus, et restaurée par Marcus Aemilius Scaurus, la structure était entourée d'une exposition de tablettes de bronze représentant les lois et les traités, et était parfois utilisée pour les réunions du Sénat.

## Attributions
Fides présente trois attributions nettes. Elle veille tout d'abord à la foi jurée et foi promise, ainsi qu'au secret des paroles confiées dans l'ombre. Elle était en effet la divinisation d'un caractère propre de Jupiter qui, parmi ses attributions, était le dieu protecteur des contrats, Dius Fidius, dieu du serment et de la loyauté. Elle était donc la personnalisation du respect des engagements, la gardienne de l'honnêteté et de l'intégrité des transactions entre les personnes. Cette divinité trouve son siège dans la main droite de l'homme ; ainsi, un engagement placé sous la protection de la déesse se traduisait habituellement par la remise du contrat de la main droite à la main droite de celui à qui on le confie (d'après Bonne Foi de P. Le Tourneau). L'étymologie qu'en propose Cicéron, à défaut d'être exacte, en illustre la compréhension des Romains : selon lui fides vient de l'expression « que soit fait (fiat) ce qui a été dit (dictum) ».
Fides était aussi le fondement des relations internationales des Romains, dans la mesure où elle remplaçait les rapports de force par des relations fondées sur la confiance mutuelle. Elle assurait la protection du vaincu qui reconnaissait sa défaite et suppliait la fides du peuple romain. Fides était invoquée lors de la signature de traités avec les pays étrangers, ceux-ci étant conservés dans le temple sous sa protection. Elle entretient des liens privilégiés avec les fétiaux.
Enfin, elle garantissait la protection loyale que les puissants devaient aux malheureux suppliants.

## Iconographie

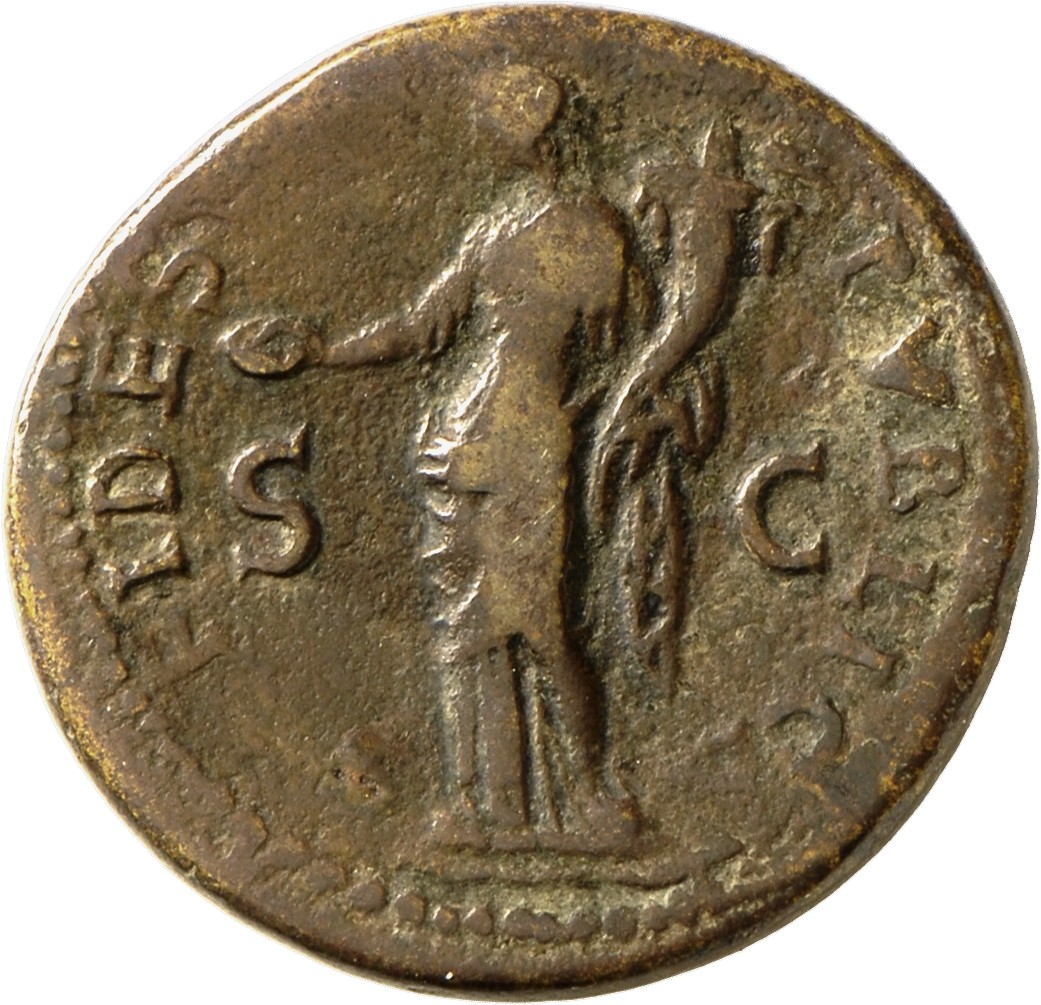
Fides Publica tenant une corne d'abondance et étendant un patère pour les libations au revers d'un dupondius émis par Vespasien en 77-78 apr. J.-C.

Fides est représentée comme une jeune femme couronnée d'une couronne d'olivier ou de laurier, tenant à la main une tourterelle, des fruits ou des céréales, ou une enseigne militaire. Elle porte un voile blanc.